# Kezdeti érmekibocsátás
A kezdeti érmekibocsátás vagy kezdeti devizakibocsátás (Initial Currency Offering – ICO) a kriptovaluták felhasználásával történő finanszírozás egyik típusa. Gyakran a tömegfinanszírozás egyik formája, bár lehetséges olyan zártkörű ICO is, amely nem törekszik nyilvános befektetésre. Az ICO során a kriptopénzek egy bizonyos mennyiségét "tokenek" ("érmék") formájában adják el spekulánsoknak vagy befektetőknek, cserébe törvényes fizetőeszközért vagy más (általában bevált és stabilabb) kriptopénzekért, például bitcoinért vagy etherért. A tokeneket jövőbeli funkcionális pénzegységként népszerűsítik, vagy amikor az ICO finanszírozási célja teljesül, és a projekt sikeresen elindul.
Az ICO tőkeforrás lehet az induló vállalkozások számára. Az ICO-k lehetővé tehetik a startupok számára, hogy elkerüljék azokat a szabályozásokat, amelyek megakadályozzák őket abban, hogy közvetlenül a nyilvánosságtól, illetve közvetítőktől, például kockázati tőkebefektetőktől, bankoktól és tőzsdéktől kérjenek befektetést, amelyek nagyobb ellenőrzést és a jövőbeli nyereség bizonyos százalékát vagy közös tulajdont követelhetnek. Az ICO-k a projekt jellegétől függően kívül eshetnek a meglévő szabályozásokon, vagy egyes joghatóságokban, például Kínában és Dél-Koreában teljesen tiltottak.
Az értékpapírjog szabályozásának és érvényesítésének hiánya miatt az ICO-k az átverések és csalások eszközévé váltak. Az ICO-k kevesebb mint fele marad életben négy hónappal a kibocsátás után, míg a 2017-ben eladott ICO-k közel fele megbukott 2018 februárjára. A kudarcok rekordja és a kriptovaluták árfolyamának csökkenése ellenére 2018 január-június között rekordösszegű, 7 milliárd dollárnyi forrás gyűlt össze ICO-kon keresztül.

## Története
Az első tokenértékesítést a Mastercoin tartotta 2013 júliusában. Az Ethereum 2014-ben tokenértékesítéssel gyűjtött pénzt, és indult el, amely júliusban mintegy 31 000 BTC-nyi összeget gyűjtött be, ami akkoriban körülbelül 18,3 millió dollárnak felelt meg.
Az ICO-k és a tokenértékesítések 2017-ben váltak népszerűvé. Az év közepe előtt legalább 18 weboldal követte nyomon az ICO-kat. Májusban a Brave nevű új webböngésző ICO-ja 30 másodperc alatt mintegy 35 millió dollárt generált. Az üzenetküldő alkalmazást fejlesztő Kik 2017. szeptemberi ICO-ja közel 100 millió dollárt hozott össze. 2017 októberének elejére az év során 2,3 milliárd dollár értékű ICO érmeértékesítésre került sor, ami több mint tízszerese a 2016-os év egészéhez képest. 2017 novemberétől havonta körülbelül 50 felajánlás történt, a legnagyobb bevételt hozó ICO 2018 januárjától a Filecoin volt, amely 257 millió dollárt gyűjtött (ebből 200 millió dollárt a tokenértékesítésük első órájában).
2017 végére az ICO-k közel 40-szer annyi tőkét gyűjtöttek, mint 2016-ban, bár még mindig kevesebb mint két százalékát tették ki az IPO-k által gyűjtött tőkének.
Az ICO-kat néha "tokenértékesítésnek" is nevezik. Amy Wan, crowdfunding és szindikációs ügyvéd az ICO-ban lévő érmét "egy vállalkozásban való tulajdonosi érdekeltség szimbólumaként - digitális részvényjegyként" jellemezte, kijelentve, hogy a Howey-teszt alapján valószínűleg értékpapírként szabályozzák őket az Egyesült Államokban.
Az Ethereum (2023 decemberében) az ICO-k vezető blokkláncplatformja. A tokenek általában az Ethereum ERC-20 szabványán alapulnak.
2018. január 30-án a Facebook betiltotta az ICO-k, valamint a kriptovaluták és a bináris opciók hirdetését. 2018 áprilisára nemcsak a Facebook, hanem a Twitter, a Google és a MailChimp is betiltotta az ICO-hirdetéseket. A Facebook végül meggondolta magát, és 2018. június 26-án bejelentette, hogy újra megnyitja azt az engedélyezett hirdetők számára.
Folyamatban vannak az ICO-technológia bevetésére irányuló erőfeszítések, hogy szabályozott értékpapírokat képviseljenek, amelyeket Security Token Offerings (STO), Digital Security Offerings (DSO), és ha szabályozott tőzsdén jegyzik, tokenizált IPO-ként említenek.
Az ISO-ként is ismert Initial Stake-Pool Offering (ISPO) az ICO egy újszerű változata a kriptopénz-projektek finanszírozására. Egy ISPO során a felhasználók kriptopénz-részesedéseiket (főként ADA-t) egy, a kriptopénzprojekt által működtetett stake-poolon keresztül teszik fel.
Az első hivatalos és az eddig a legsikeresebb ISPO 2021. július 1-jén indult el, és 2021 októberéig több mint 35 000 résztvevő világszerte több mint 600 millió ADA-t tett be (2021 októberében több mint 1 milliárd USD értékben). A résztvevők 0,065 $MELD / $ADA lekötött / epocha kaptak, miközben megtarthatták az ADA teljes tulajdonjogát.

## Kritika
A csalások mechanizmusa
Bár az ICO-kat csalásra is fel lehet használni, legális tevékenységekre, például vállalati finanszírozásra és jótékonysági adománygyűjtésre is használják őket. Az Értékpapír- és Tőzsdebizottság (SEC) figyelmeztette a befektetőket, hogy óvakodjanak az ICO-któl, mert a csalók úgynevezett "pump and dump" sémák végrehajtására használják, amelyek során a csaló az érdeklődés felkeltése és az érmék értékének felhajtása érdekében felemeli az ICO értékét, majd gyorsan "dobja" az érméket nyereségért.
A Snapchat, a LinkedIn és a MailChimp mind korlátozza a vállalatokat abban, hogy ICO-kat forgalmazzanak a platformjaikon keresztül. Jimmy Wales, a Wikipédia alapítója 2017-ben kijelentette, hogy "rengeteg ilyen kezdeti érmeajánlat van, amelyek véleményem szerint abszolút átverések, és az embereknek nagyon óvatosnak kellene lenniük az ilyen jellegű dolgokkal kapcsolatban".
A kínai internetes platformok, a Baidu, a Tencent és a Weibo szintén megtiltották az ICO-hirdetéseket. A japán Line és az orosz Yandex platform is hasonló tiltással élt.
Az Egyesült Királyság pénzügyi magatartási hatósága arra figyelmeztetett, hogy az ICO-k nagyon magas kockázatú és spekulatív befektetések, egyes esetekben átverések, és gyakran nem nyújtanak védelmet a befektetőknek. Még a legális ICO-k esetében is a finanszírozott projektek jellemzően a fejlesztés korai és ezért magas kockázatú szakaszában vannak. Az Európai Értékpapír-piaci Hatóság (ESMA) felhívja a figyelmet az ICO-kkal kapcsolatos magas kockázatokra és arra, hogy a befektetők elveszíthetik teljes befektetett pénzeszközüket.
Buborék
A Wired 2017-ben azt jósolta, hogy a kriptovaluta ICO buborék hamarosan kipukkad. 2017-ben néhány befektető elárasztotta az ICO-kat abban a reményben, hogy részt vehet a korai bitcoin- vagy etherspekulánsokéhoz hasonló méretű pénzügyi nyereségben.

## Szabályozás
A kriptopénzek árának 2017 decemberében tetőző spekulatív fellendülését követően a kriptopénzek szabályozása gyorsan változott. A változások ütemét részben a kiberlopások, a kereskedés leállítása és a lehetséges piaci manipuláció okozta.
A kriptovaluták elosztott főkönyvi technológiákon alapulnak, amelyek lehetővé teszik, hogy bárki megvásárolja vagy átruházza kriptovaluta-állományát bármely más személyre anélkül, hogy közvetítőre (például tőzsdére) vagy a tulajdonjog központi nyilvántartásának frissítésére lenne szükség. A kriptovaluták könnyen átvihetők nemzeti és joghatósági határokon át. Ez megnehezíti a központi hatóságok számára a kriptovaluták tulajdonjogának és birtoklásának ellenőrzését és nyomon követését.
Az országok különböző megközelítésekkel szabályozzák a kriptovalutákat, és ez függhet magától a kriptopénznek a jellegétől.
A kriptovalutáknak szabályozási szempontból két fő típusa van: a hasznossági tokenek és az eszközalapú tokenek. A hasznossági tokenek azért lehetnek értékesek, mert lehetővé teszik a birtokosuk számára, hogy a tokent a jövőben egy árura vagy szolgáltatásra, például bitcoinra cserélje. Az eszközfedezetű tokenek azért lehetnek értékesek, mert van egy mögöttes eszköz, amelynek a token tulajdonosa értéket tulajdoníthat. Sok országban bizonytalan, hogy a hasznossági tokenek igényelnek-e szabályozást, míg az eszközalapú tokenek esetében valószínűbb, hogy igen.
Ez bonyolulttá teszi a kriptovaluták kibocsátói számára annak elemzését, hogy a tokenjeik (vagy érméik) mely országokban értékesíthetők, és a kriptovaluták leendő vásárlói számára annak megértését, hogy milyen szabályozást kell alkalmazni, ha van ilyen egyáltalán.
A Gibraltári Brit Tengerentúli Terület Pénzügyi Szolgáltatásokkal foglalkozó bizottsága 2018. február elején bejelentette, hogy szabályozást dolgoznak ki az ICO-k "engedélyezett szponzorainak" minősítésére, akik állítólag "felelősek a nyilvánosságra hozatalnak való megfelelés biztosításáért" és a "pénzügyi bűncselekményekre vonatkozó szabályoknak" való megfelelésért.